# Wallaceodoxa
Wallaceodoxa là một chi thực vật thuộc họ Cau, phân tông Ptychospermatinae. Chi này chứa duy nhất một loài, Wallaceodoxa raja-ampat, là loài bản địa của quần đảo Raja Ampat ngoài khơi bán đảo Đầu Chim của New Guinea. Loài này sinh trưởng trên đất đá vôi.